# 阿瓦蘭奇嶺
73°30′S 94°22′W / 73.500°S 94.367°W
阿瓦蘭奇嶺（英語：Avalanche Ridge）是南極洲的山嶺，位於埃爾斯沃思地，屬於瓊斯山的一部分，長1.6公里，由明尼蘇達大學攀山會繪入地圖，現時由南極條約體系管理。